# Моран, Како
Алеха́ндро Мора́н Сантамари́я (исп. Alejandro Morán Santamaría, известный также как Ка́ко Мора́н исп. Caco Morán; род. 30 апреля 1973, Хихон, Овьедо) — испанский футболист, левый полузащитник.

## Карьера
Начинал футбольную карьеру в клубе «Спортинг» из своего родного города. Како прошёл путь из юниорской до основной команды, в которой дебютировал в сезоне 1994/1995 и провёл 12 матчей, забив четыре гола. Однако на следующий после своего дебюта сезон он снова был передан второй команде «Спортинга». После года в кантере, Како Моран перебрался в «Леванте» из Сегунды, где провёл отличный сезон и заставил обратить на себя внимание большие клубы второй по значимости испанской лиги. Перейдя в «Эстремадуру», игрок помог своей новой команде вернуться в класс сильнейших, а сам на правах свободного агента вернулся в Сегунду, в «Нумансию». Своей новой команде Како тоже помог попасть в Примеру. В составе клуба игрок отыграл 2 сезона Примеры и после вылета из неё опять сменил клубную прописку, перейдя в «Рекреативо», где надолго не задержался. Затем Како играл в клубах «Реал Хаэн» и «Реал Овьедо» из Сегунды Б, где не добился особых успехов. Последним клубом полузащитника стал скромный «Леальтад» из четвертого по значимости испанского дивизиона.

## Достижения
- Победитель Терсеры 2004/05